# Medalla al Servei Distingit a la Marina Mercant
La Medalla al Servei Distingit de la Marina Mercant (anglès: Merchant Marine Distinguished Service Medal) és una condecoració de la Marina Mercant dels Estats Units (USMM). La condecoració és el premi més alt que es pot atorgar als membres d'aquest servei.
Com que la Medalla al Servei Distingit de la Marina Mercant es considera una condecoració del servei federal, es pot portar als uniformes dels membres del servei uniformat en actiu, reserva i retirat.

## Descripció
Establerta l'11 d'abril de 1942, S'atorga a qualsevol mariner de la USMM que, el 3 de setembre de 1939 o posteriorment, s'hagi distingit durant la guerra per una conducta o un servei destacats en l'exercici del seu deure. Les regulacions estableixen que no es lliurarà més d'una medalla a un mateix mariner, però per cada cas posterior suficient per justificar la concessió d'una medalla, es lliurarà una insígnia adequada per portar amb la medalla.
Aquest premi va ser el resultat d'una actuació destacable de naturalesa excepcional que implicava un acte, conducta o demostració de valor més enllà del deure. Els receptors d'aquest premi gairebé invariablement s'enfrontaven a una mort propera o segura o a lesions corporals.
Exemples:
- Enfrontar-se a foc directe i a curta distància durant la realització de tasques de rescat on la seguretat personal era extremadament vulnerable.
- Oferir-se voluntari per a una tasca especial quan, en fer-ho, significava gairebé segur la mort, lesions o una prova de patiment.
- Sacrificar una posició segura per una pèrdua gairebé segura de la vida, com ara renunciar a l'espai d'un bot salvavides i romandre en una embarcació que s'enfonsa.
- Rebutjar l'ajuda de rescat i donar preferència a salvar la vida d'altres persones, com ara quedar-se amb l'embarcació que s'enfonsa en lloc d'amuntegar-se en una bassa salvavides perillosament massificada.
- Sota el perill de morir cremat i sense l'equip adequat, baixar a la bodega del vaixell per extreure les víctimes atrapades sota el vapor cremant i el foc de les calderes trencades.
- Descendir amb una corda per la borda del vaixell enmig d'una tempesta per rescatar una víctima inconscient que havia caigut per la borda.
- Demostrant coratge i lideratge en la lluita contra el foc furiós que envoltava d'explosius d'alta potència, que, si haguessin detonat, haurien causat la pèrdua completa del vaixell i dels membres de la tripulació.

## Disseny
La medalla té un diàmetre de 41,9 mm.
La medalla té 3 colors diferents de xapat a diferència de la majoria de medalles
- Anvers: Està niquelat, platejat i daurat amb un acabat mat . La rosa dels vents està platejada amb un acabat mat. La resta estarà daurada amb un acabat mat.
- Revers: Està xapat en or amb un acabat mat . Porta les paraules "UNITED STATES" (Estats Units) en un arc al voltant de la part superior i les paraules "MERCHANT MARINE" (Marina Mercant) en un contraarc a la part inferior. Al centre hi ha un escut de mariner a sobre del qual, en un arc, hi ha les paraules "DISTINGUISHED SERVICE" (Servei Distingit).
- Dispositiu de suspensió: És xapat en or amb un  acabat mat.  Està fixat al penjoll mitjançant una frontissa i una unió de passador. Al dispositiu de suspensió, contra una corona de llorer, hi ha una àguila. Els premis originals tenen PM al revers del dispositiu de suspensió.
- Cinta: La cinta fan 1 3/8" d'amplada i estan dissenyats amb la disposició de 11/32" blau ultramarí, 1/8" blanc, 3/8" vermell soldat, 1/8" blanc i 11/32" blau ultramarí.
- Dispositiu(s): Les estrelles daurades de 5/16 de polzada signifiquen premis addicionals i estan fixades tant a la cinta de suspensió com a la barra de cinta.[3]

## Receptors

### Condecorats de l'Acadèmia de la Marina Mercant dels Estats Units
La primera medalla va ser atorgada a Edwin F. Cheney el 8 d'octubre de 1942 per Franklin D. Roosevelt a la Casa Blanca amb l'almirall Emery S. Land, tal com documenta Lowell Thomas al seu llibre "These Men Shall Never Die".
- Capità Paul Buck
- Guardiamarina Francis A. Dales
- Guardiamarina Elmer C. Donnelly
- Guardiamarina Edwin Joseph O'Hara - atorgada a títol pòstum
- Guardiamarina Walter G. Sittmann
- Guardiamarina William M. Thomas, Jr.[4]
- Guardiamarina Phil Cox Vannais
- Guardiamarina Frederick R. Zito
- Guardiamarina Carl M. Medved
- Tercer oficial Edward Michael Fetherston[5]
- Tercer oficial Michael J. Hainen, setembre de 1991

### Incident del SS Mayaguez
- Primer oficial Clinton Harriman[6]
- Tercer oficial Karl Lonsdale[6]
- magatzemer Robert Griffin,[6]
- 2n ajudant d'enginyeria Michael Saltwick[6]
- Bomber Watertender Hermino Rivera[6]
- Petroler Epifanio Rodriguez[6]

### D'altres
- Capità Elis R. Johanson
- Tercer oficial Frederick August Larsen Jr.
- Enginyer en cap Albert M. Boe
- Enginyer en cap Thomas J. McTaggart
- Operador de ràdio Kenneth W. Maynard
- Mestre Paul H. Browne